# 羽賀龍之介
羽賀龍之介（日语：／ Haga Ryunosuke，1991年4月28日—）是日本柔道運動員，曾獲得2016年夏季奧林匹克運動會男子100公斤級柔道比賽銅牌。父親羽賀善夫也是柔道運動員。

## 外部連結
- JudoInside.com （页面存档备份，存于）
- 羽賀龍之介的X（前Twitter）
- 羽賀龍之介的Instagram帳戶